# Riekiella kilyalpa
Riekiella kilyalpa är en tvåvingeart som beskrevs av Kelsey 1987. Riekiella kilyalpa ingår i släktet Riekiella och familjen fönsterflugor. Inga underarter finns listade i Catalogue of Life.